# Boeing X-40
Boeing X-40 (Integrated Technology Test Bed) – amerykański, bezzałogowy i beznapędowy demonstrator technologii użytych w budowie samolotu kosmicznego Boeing X-37.

## Historia

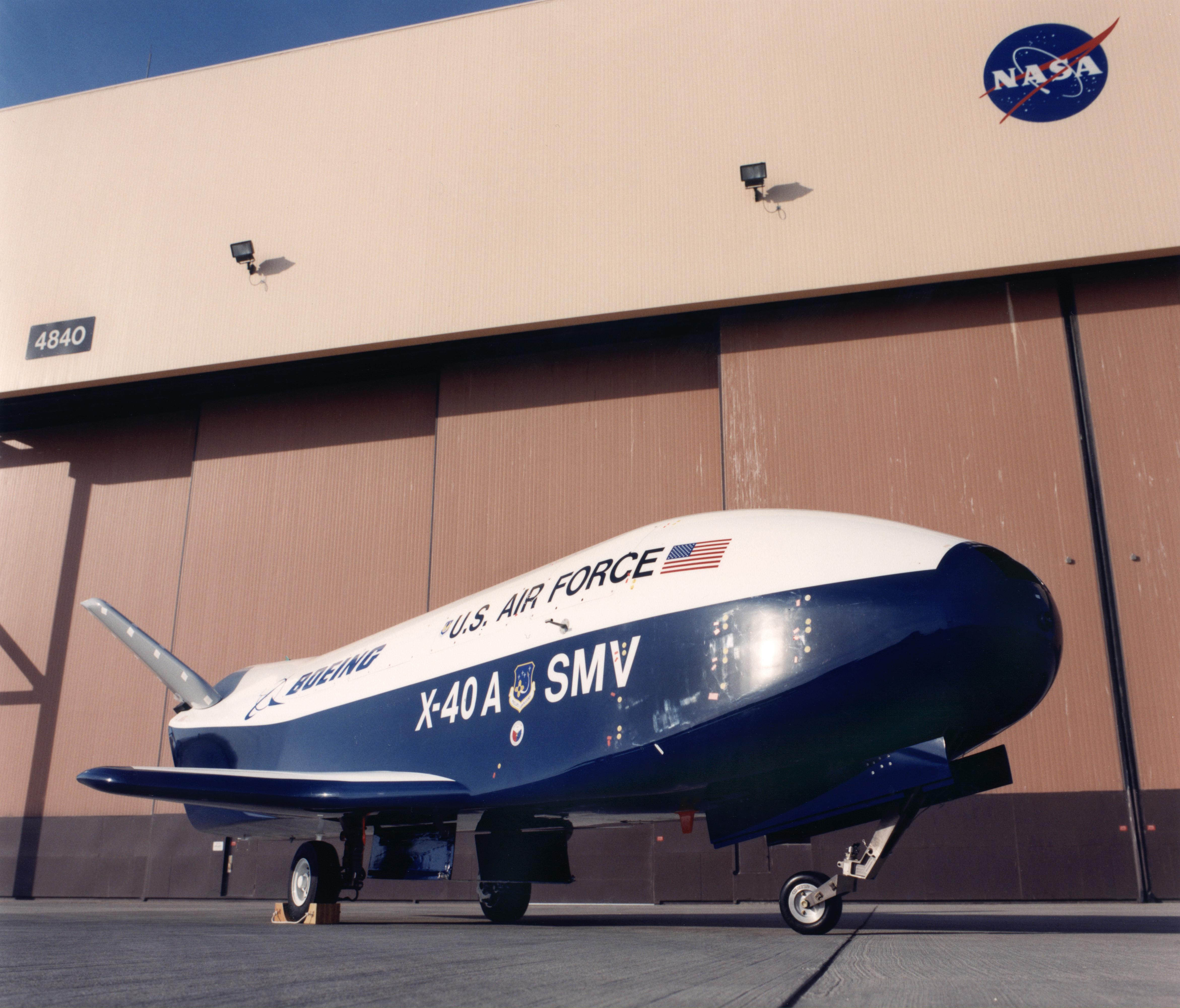
Boeing X-40

Obok cywilnej amerykańskiej agencji NASA zajmującej się eksploracją kosmosu, drugą siłą wykorzystującą potencjał przestrzeni kosmicznej jest United States Air Force. Biorąc pod uwagę, że jednym z najdroższych elementów badań kosmicznych są jednorazowe rakiety wynoszące ładunki na orbitę, siły powietrzne pod koniec lat 50. XX wieku rozpoczęły prace nad samolotem kosmicznym, zdolnym do wielokrotnych lotów orbitalnych. Pierwszą próbą pozyskania takiej maszyny był projekt Boeing X-20 Dyna-Soar. Niestety, pomimo bardzo dużego zaawansowania cały program został anulowany na rzecz załogowej stacji Manned Orbiting Laboratory (MOL). Wraz z rozwojem satelitów szpiegowskich i ten projekt został anulowany w 1969 roku.
Swoją kolejną szansę siły powietrzne dostrzegły w rozpoczętym na przełomie lat 60. i 70. XX wieku programie Space Transportation System, którego efektem był Orbiter STS. US Air Force aktywnie włączyły się w projektowanie wahadłowców kosmicznych, doprowadzając między innymi do znaczącego zwiększenia ich wielkości względem pierwotnego projektu zaplanowanego przez NASA. Katastrofa promu Challenger w 1986 roku dość mocno osłabiła zainteresowanie sił powietrznych tym środkiem transportu i do łask ponownie powróciły klasyczne rakiety nośne.
Tym niemniej siły powietrzne nadal aktywnie poszukiwały sposobów na realizację projektu kosmicznego samolotu – niezawodnego, taniego w eksploatacji i zdolnego do wielokrotnych lotów orbitalnych. Ostatnim projektem realizowanym według tych zamierzeń jest Space Maneuver Vehicle (Manewrujący Pojazd Kosmiczny). Ma to być bezzałogowy pojazd wynoszony na orbitę wewnątrz ładowni promów kosmicznych lub przez rakiety Delta lub Atlas, zdolny do przenoszenia na orbitę i z powrotem niewielkich ładunków jak również wykonywania misji zwiadowczych. W październiku 1996 roku pracę nad projektem Space Maneuver Vehicle zlecono firmie Boeing. Pierwszym pojazdem zbudowanym w ramach tego programu był X-40, zmniejszona o kilkanaście procent, beznapędowa wersja docelowego pojazdu, która miała posłużyć do zbadania w praktyce przyjętych rozwiązań konstrukcyjnych. X-40 został użyty do zbadania ostatniej fazy lotu przyszłego pojazdu, fazy zbliżania i przyziemienia. Pierwszy lot miał miejsce 11 sierpnia 1998 roku, kiedy to X-40 został zrzucony z wysokości 2740 metrów przez śmigłowiec Sikorsky UH-60 Black Hawk i następnie samodzielnie wylądował. Maszyna przeznaczona do prób na ziemi otrzymała oznaczenie X-40A, następnym krokiem miała być budowa wersji przeznaczonej do lotów kosmicznych, napędzana silnikiem rakietowym na ciekły materiał pędny i oznaczona jako X-40B. W 1998 roku do projektu Boeinga i sił powietrznych dołączyła NASA. Rozpoczęto projekt budowy niewielkiego orbitera, którego konstrukcja miała opierać się na rozwiązaniach przyjętych w budowie X-40. Nowa maszyna, na budowę której kontrakt podpisano w lipcu 1999 roku, otrzymała oznaczenie X-37A. Rok później już obydwie instytucje, siły powietrzne oraz NASA, były zaangażowane w nowy projekt, w którym nadal intensywnie wykorzystywano X-40A do badań zachowania się przyszłego statku podczas testów lądowania. Obecnie X-40 można oglądać w National Museum of the United States Air Force.

## Konstrukcja
X-40 konstrukcyjnie jest beznapędowym kadłubem nośnym z niewielkimi skrzydłami typu delta oraz podwójnym usterzeniem motylkowym. Trójpodporowe, chowane podwozie z przednim podparciem. Maszyna posiada bezwładnościowy system nawigacyjny korygowany odbiornikiem Global Positioning System.